# Il Giallo Mondadori dal 301 al 400
|  | I 100 precedenti: Il Giallo Mondadori dal 201 al 300 |

## Dal N.301 al N.400
| N.  | Titolo italiano                          | Autore                  | Titolo originale                   | Pubblicazione     |
| --- | ---------------------------------------- | ----------------------- | ---------------------------------- | ----------------- |
| 301 | La farina del diavolo                    | Bruno Fischer           | The Paper Circle                   | 6 novembre 1954   |
| 302 | Condanna a morte                         | Henry Wade              | Be Kind To The Killer              | 13 novembre 1954  |
| 303 | Notturno per la morte                    | Helen Nielsen           | Gold Coast Nocturne                | 20 novembre 1954  |
| 304 | L'arma del delitto                       | Wade Miller             | Deadly Weapon                      | 27 novembre 1954  |
| 305 | Scacco alla forca                        | Richard Deming          | The Gallows In My Garden           | 4 dicembre 1954   |
| 306 | Schedario federale                       | Gordon e Mildred Gordon | Case: File Fbi                     | 11 dicembre 1954  |
| 307 | Perry Mason e il cliente povero          | Erle Stanley Gardner    | The Case of The Hesitant Hostess   | 18 dicembre 1954  |
| 308 | Il ghigno d'avorio                       | Ross Macdonald          | The Ivory Grin                     | 25 dicembre 1954  |
| 309 | La fiera delle calamità                  | Wade Miller             | Calamity Fair                      | 1º gennaio 1955   |
| 310 | Controfigura per la morte                | Rex Stout               | Double For Death                   | 8 gennaio 1955    |
| 311 | La mano di velluto                       | Helen Reilly            | The Velvet Hand                    | 15 gennaio 1955   |
| 312 | Perry Mason e la sveglia sotterrata      | Erle Stanley Gardner    | The Case of The Buried Clock       | 22 gennaio 1955   |
| 313 | Delaney, abbi pazienza                   | Bant Singer             | Have Patience, Delaney             | 29 gennaio 1955   |
| 314 | È scomparso un angelo                    | H. W. Roden             | One Angel Less                     | 5 febbraio 1955   |
| 315 | Il delitto si moltiplica                 | Mary Violet Heberden    | Murder Unlimited                   | 12 febbraio 1955  |
| 316 | Alibi in giostra                         | Robert Martin           | Sleep My Love                      | 19 febbraio 1955  |
| 317 | Quello che non ti aspetti                | Mel Colton              | Double Take                        | 26 febbraio 1955  |
| 318 | Perry Mason e la pelliccia tarmata       | Erle Stanley Gardner    | The Case of The Moth-eaten Mink    | 5 marzo 1955      |
| 319 | Giustizia per tutti                      | Joseph Shallit          | Yell Bloody Murder                 | 12 marzo 1955     |
| 320 | Li ho uccisi così                        | Douglas Heyes           | The Kiss-off                       | 19 marzo 1955     |
| 321 | Vita da cani                             | Milton K. Ozaki         | A Fiend In Need                    | 26 marzo 1955     |
| 322 | Un delitto di troppo                     | Edwin Lanham            | One Murder Too Many                | 2 aprile 1955     |
| 323 | Le signore non aspettano                 | Peter Cheyney           | Ladies Won't Wait                  | 9 aprile 1955     |
| 324 | Perry Mason e le prove indiziarie        | Erle Stanley Gardner    | The Case of The Angry Mourner      | 16 aprile 1955    |
| 325 | L'ultima carta                           | John Dickson Carr       | The Corpse In The Waxworks         | 23 aprile 1955    |
| 326 | Non fuggire, sceriffo                    | Ross Macdonald          | Find A Victim                      | 30 aprile 1955    |
| 327 | Preludio alla tomba                      | Franco Enna             |                                    | 7 maggio 1955     |
| 328 | L'ora di uccidere                        | Richard Ellington       | Just Killing Time                  | 14 maggio 1955    |
| 329 | La morte mi vuol bene                    | Frank Kane              | Slay Ride                          | 21 maggio 1955    |
| 330 | Non ho tempo per morire                  | H. W. Roden             | Too Busy To Die                    | 28 maggio 1955    |
| 331 | Non c'è due senza tre                    | Peter Cheyney           | Deadly Fresco                      | 4 giugno 1955     |
| 332 | Al lampo di magnesio                     | George Harmon Coxe      | The Crimson Clue                   | 11 giugno 1955    |
| 333 | Brandon a New York                       | Vernon Warren           | Brandon In New York                | 18 giugno 1955    |
| 334 | La terza ombra                           | Marco Page              | The Shadowy Third                  | 25 giugno 1955    |
| 335 | Opere di male                            | Helen Reilly            | Murder at Arroways                 | 2 luglio 1955     |
| 336 | Il piede nella fossa                     | Helen Nielsen           | The Kind Man                       | 9 luglio 1955     |
| 337 | L'altra faccia della luna                | Sergio Donati           |                                    | 16 luglio 1955    |
| 338 | Perry Mason e il cavallo della ballerina | Erle Stanley Gardner    | The Case of The Fan Dancer's Horse | 23 luglio 1955    |
| 339 | Sudario scarlatto                        | Maurice-Bernard Endrèbe | La Vieille Dame Sans Merci         | 30 luglio 1955    |
| 340 | La città lo accusa                       | Helen Nielsen           | Detour                             | 6 agosto 1955     |
| 341 | Donna di quadri                          | Wade Miller             | Murder Queen High                  | 13 agosto 1955    |
| 342 | Alibi al tramonto                        | Ben Benson              | Alibi at Dusk                      | 20 agosto 1955    |
| 343 | Perry Mason e la moglie assonnata        | Erle Stanley Gardner    | The Case of The Half Wakened Wife  | 27 agosto 1955    |
| 344 | I delitti non si ereditano               | Rae Foley               | The Hundredth Door                 | 3 settembre 1955  |
| 345 | Indagine proibita                        | Lawrence Goldman        | Dangerous Design                   | 10 settembre 1955 |
| 346 | Il caso Venus                            | Ben Benson              | The Venus Death                    | 17 settembre 1955 |
| 347 | La coda del diavolo                      | Patricia Wentworth      | The Brading Collection             | 24 settembre 1955 |
| 348 | Da questa parte si muore                 | Mary Violet Heberden    | Exit This Way                      | 1º ottobre 1955   |
| 349 | Vacci piano, Delaney!                    | Bant Singer             | Don't Slip Delaney                 | 8 ottobre 1955    |
| 350 | Destinazione ignota                      | Agatha Christie         | Destination Unknown                | 15 ottobre 1955   |
| 351 | Perry Mason e la civetta prudente        | Erle Stanley Gardner    | The Case of The Cautious Coquette  | 22 ottobre 1955   |
| 352 | Edizione straordinaria                   | Marco Page              | Fast Company                       | 29 ottobre 1955   |
| 353 | Mio figlio, l'assassino                  | Patrick Quentin         | My Son, The Murderer               | 5 novembre 1955   |
| 354 | Tempo di massacro                        | Franco Enna             |                                    | 12 novembre 1955  |
| 355 | Col fuoco non si scherza                 | Veronica P. Johns       | Murder By The Day                  | 19 novembre 1955  |
| 356 | L'ora del nulla                          | Herbert Brean           | The Clock Strikes Thirteen         | 26 novembre 1955  |
| 357 | Mani in alto!                            | Ben Benson              | The Girl In The Cage               | 3 dicembre 1955   |
| 358 | Non sparate al poliziotto                | Mel Colton              | Never Kill A Cop                   | 10 dicembre 1955  |
| 359 | L'assassino ha fretta                    | Frances Crane           | The Daffodil Blonde                | 17 dicembre 1955  |
| 360 | Vacanze a Parigi                         | Eddie Constantine       | Votre dévoué Blake                 | 24 dicembre 1955  |
| 361 | Vittima al rogo                          | Ben Benson              | Stamped For Murder                 | 31 dicembre 1955  |
| 362 | Non si muore due volte                   | Frederick C. Davis      | Drag The Dark                      | 7 gennaio 1956    |
| 363 | Lo spettacolo continua                   | Milton M. Raison        | Murder In A Lighter Vein           | 14 gennaio 1956   |
| 364 | Perry Mason e l'amante poltrone          | Erle Stanley Gardner    | The Case of The Lazy Lover         | 21 gennaio 1956   |
| 365 | Obiettivo sul delitto                    | George Harmon Coxe      | Focus on Murder                    | 28 gennaio 1956   |
| 366 | Colpo di maglio                          | Dale Wilmer             | Dead Fall                          | 4 febbraio 1956   |
| 367 | Tre galloni d'oro                        | Mignon G. Eberhart      | Man Missing                        | 11 febbraio 1956  |
| 368 | Delitti a volontà                        | Joanna Cannan           | Murder Included                    | 18 febbraio 1956  |
| 369 | Un pizzico di chinino                    | Rex Stout               | Bad For Business                   | 25 febbraio 1956  |
| 370 | Omicidio                                 | Dale Wilmer             | Memo For Murder                    | 3 marzo 1956      |
| 371 | Di carnevale si muore                    | André Favieres          | Le Manchot Obsede                  | 10 marzo 1956     |
| 372 | Mi hanno assassinato!                    | Thomas Polsky           | Curtains For The Editor            | 17 marzo 1956     |
| 373 | Il sepolcro di carta                     | Sergio Donati           |                                    | 24 marzo 1956     |
| 374 | Il buio nel cervello                     | David Goodis            | Nightfall                          | 31 marzo 1956     |
| 375 | Un'arma per la duchessa                  | Thomas B. Dewey         | The Mean Streets                   | 7 aprile 1956     |
| 376 | Stagione morta                           | Maurice-Bernard Endrèbe | La Morte-saison                    | 14 aprile 1956    |
| 377 | E i cani abbaiano                        | Jonathan Stagge         | The Dogs Do Bark                   | 21 aprile 1956    |
| 378 | Perry Mason e le dita fosforescenti      | Erle Stanley Gardner    | The Case of The Fiery Fingers      | 28 aprile 1956    |
| 379 | Tre soldi e la donna di classe           | Giuseppe Ciabattini     |                                    | 5 maggio 1956     |
| 380 | Donald Lam è liquidato                   | A. A. Fair              | Top of The Heap                    | 12 maggio 1956    |
| 381 | Poirot si annoia                         | Agatha Christie         | Hickory, Dickory, Dock             | 19 maggio 1956    |
| 382 | Catturatelo vivo!                        | William C. Gault        | Run, Killer, Run                   | 26 maggio 1956    |
| 383 | Il delitto mi ha vinto                   | Franco Enna             |                                    | 2 giugno 1956     |
| 384 | Morire è un po' partire                  | Thomas B. Dewey         | Every Bet's A Sure Thing           | 9 giugno 1956     |
| 385 | Fuoco a volontà                          | Frank Kane              | Bullet Proof                       | 16 giugno 1956    |
| 386 | Morte a passo di danza                   | Helen Nielsen           | Obit Delayed                       | 23 giugno 1956    |
| 387 | La vittima è presente                    | Ethel Lina White        | Put Out The Light                  | 30 giugno 1956    |
| 388 | Perry Mason e la candida vagabonda       | Erle Stanley Gardner    | The Case of The Vagabond Virgin    | 7 luglio 1956     |
| 389 | Sosta pericolosa                         | Charlotte Armstrong     | The Case of The Weird Sisters      | 14 luglio 1956    |
| 390 | Morta era bella                          | Whit Masterson          | Dead, She Was Beautiful            | 21 luglio 1956    |
| 391 | La vedova beffarda                       | Carter Dickson          | Night at The Mocking Widow         | 28 luglio 1956    |
| 392 | La bara di tela                          | William C. Gault        | The Canvas Coffin                  | 4 agosto 1956     |
| 393 | Perry Mason e la rossa ambiziosa         | Erle Stanley Gardner    | The Case of The Restless Redheat   | 11 agosto 1956    |
| 394 | La grande paura                          | Franco Enna             |                                    | 18 agosto 1956    |
| 395 | Sudario alla moda                        | Kelley Roos             | If The Shroud Fits                 | 25 agosto 1956    |
| 396 | Accadde a Chicago                        | Day Keene               | Strange Witness                    | 1º settembre 1956 |
| 397 | Morte di una controfigura                | Ruth Fenisong           | Miscast For Murder                 | 8 settembre 1956  |
| 398 | Mosaico perfetto                         | Mignon G. Eberhart      | The Pattern                        | 15 settembre 1956 |
| 399 | La seconda falce                         | Ursula Curtiss          | The Second Sickle                  | 22 settembre 1956 |
| 400 | Complimenti, Mr. Queen!                  | Ellery Queen            | Inspector Queen's Own Case         | 29 settembre 1956 |

|  | I 100 successivi: Il Giallo Mondadori dal 401 al 500 |